# Edenschule

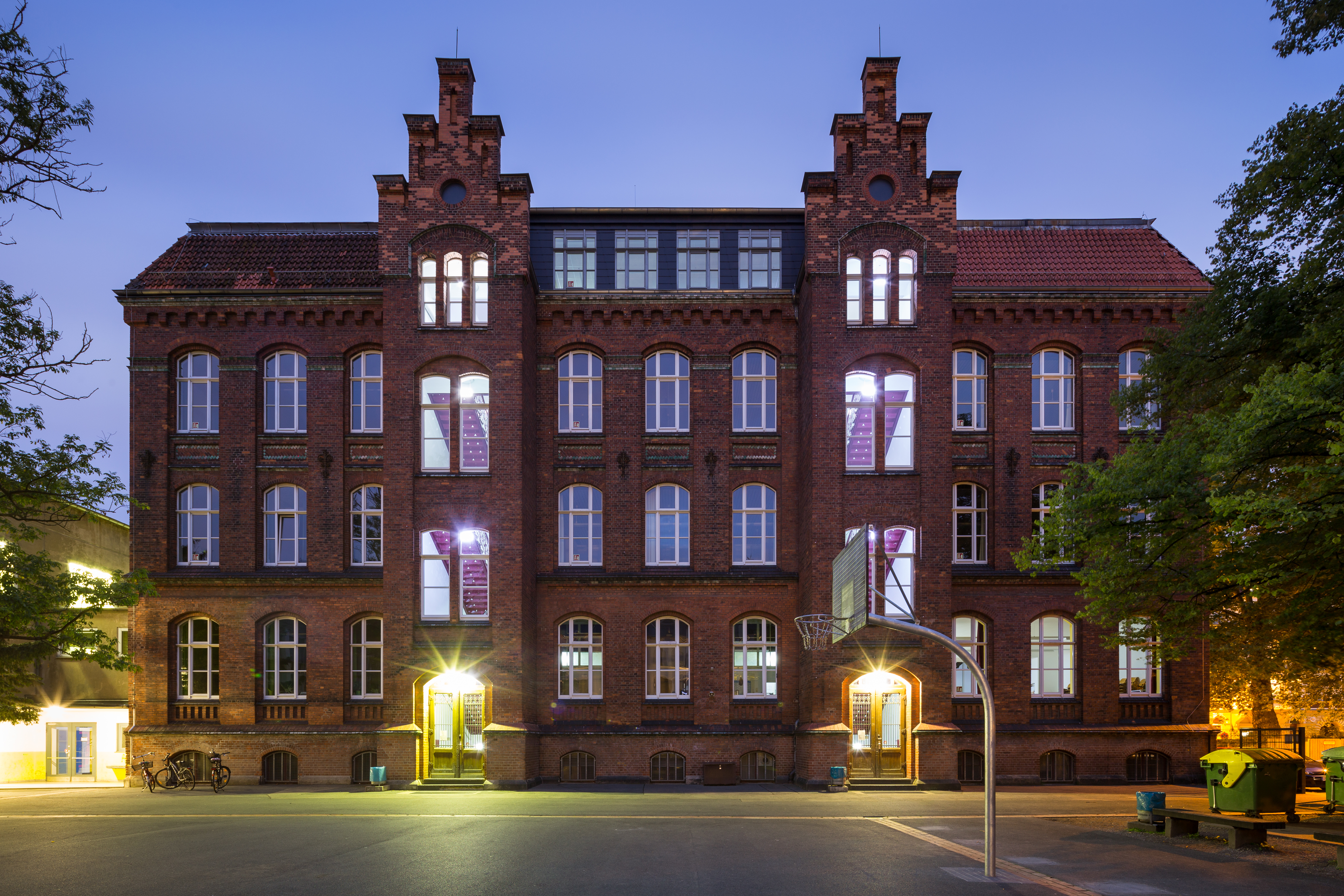
Edenschule mit Schulhof

Die Edenschule in Hannover ist ein denkmalgeschütztes Schulgebäude und der Name der ersten in dem 19. Jahrhundert neu errichteten Stadtteil List eröffneten Schule. Standort der ehemaligen Knabenschule ist die Edenstraße 23 am Rande des als Schmuckplatz im umgebenden Wohnviertel Lister Stadtfeld angelegten Schulzentrums Bonifatiusplatzes.

## Geschichte und Beschreibung
Die Edenschule entstand in den Jahren von 1891 bis 1893 nach Plänen des Architekten und städtischen Baurats des hannoverschen Magistrats Paul Rowald. Ihre Architektur steht beispielhaft für den Wandel der Baustile um die Jahrhundertwende in Hannover: Wurde diese Bürgerschule noch im Stil der Neugotik als Backsteinbau errichtet, erhielten die späteren am Bonifatiusplatz errichteten Schulen verputzte Fassaden mit Sandsteingliederungen.
Die Edenschule hingegen erhielt noch die an den öffentlichen Gebäuden ihrer Zeit vorherrschenden roten Verblend-Ziegel mit grün glasierten Steinen mit den „Gliederungselementen der Hannoverschen Bauschule.“
Auf dem Schulhof waren die Toiletten anfangs in einer gesonderten Abortanlage untergebracht.
Sechs Jahre nach ihrer Errichtung erhielt die Edenschule auf ihrem rückwärtigen Grundstück ihr Pendant in Gestalt einer Mädchenschule; der Comeniusschule.
Das Gebäude wird heute als Außenstelle der Ricarda-Huch-Schule Hannover genutzt.